# Llay-Llay
Llay-Llay este un târg și comună din provincia San Felipe de Aconcagua, regiunea Valparaíso, Chile, cu o populație de 22.659 locuitori (2012) și o suprafață de 349,1 km2.